# Sanctimony
 (juillet 2020).
Si vous disposez d'ouvrages ou d'articles de référence ou si vous connaissez des sites web de qualité traitant du thème abordé ici, merci de compléter l'article en donnant les références utiles à sa vérifiabilité et en les liant à la section « Notes et références ».
Pour plus de détails, voir Fiche technique et Distribution.
Sanctimony est un film canado-germano-américain réalisé par Uwe Boll et diffusé en 2000,.

## Fiche technique[3]
- Titre : Sanctimony
- Réalisation : Uwe Boll
- Scénario : Uwe Boll
- Musique : Uwe Spies
- Photographie : Mathias Neumann
- Montage : David M. Richardson
- Production : Uwe Boll, Paul Colichman et Shawn Williamson
- Société de production : Regent Entertainment et 1st Boll Kino Beteiligungs
- Pays :  Canada,  Allemagne et  États-Unis
- Genre : Policier, horreur et thriller
- Durée : 87 minutes
- Dates de sortie : 
  -  Canada : 26 octobre 2000 (Internationale Hofer Filmtage)
  -  France : octobre 2001

## Distribution[3],[4]
- Casper Van Dien : Tom Gerrick
- Michael Paré : Jim Renart
- Eric Roberts : Lieutenant
- Jennifer Rubin : Dorothy Smith
- Catherine Oxenberg : Susan Renart
- Michael Rasmussen : Dr. Fricke
- Tanja Reichert : Eve
- David Millbern : Peter
- Birgit Stein : Sandra